# 오물
오물(러시아어: омуль, 학명: Coregonus autumnalis 코레고누스 아우툼날리스[*])은 바이칼호에 서식하는 연어와 비슷한 물고기이다.
오물은 플랑크톤과 같은 다른 작은 생물들을 잡아 먹는다. 바이칼호에 서식하는 다른 물고기와 마찬가지로, 바이칼 호의 주요 수입원이며, 오물의 알은 특히 진미로 여겨진다. 현지 소비 및 러시아 서쪽에서도 많이 팔린다. 특히 훈제로 만든 오물은 시베리아 횡단 철도를 타고 시베리아를 여행하는 여행자들에게 별미이지만, 그 숫자가 계속 감소하여 멸종위기 동물로 지정되었고 현재는 허가된 사람만이 잡을 수 있다.

## 같이 보기
- 스트로가니나